# Jacques Barbel
Jacques Barbel (né en 1670, mort le 30 juillet 1740) fut un soldat français en Nouvelle-France. Après son service militaire, il demeura au Canada et y participa activement à partir de 1687. Il fut juge à plusieurs reprises, notaire royale, et médecin pratiquant. Il fut seigneur et un temps secrétaire à l'Intendant de la Nouvelle-France, Michel Bégon de La Picardière.